# Hl. Katharina (Stainz)

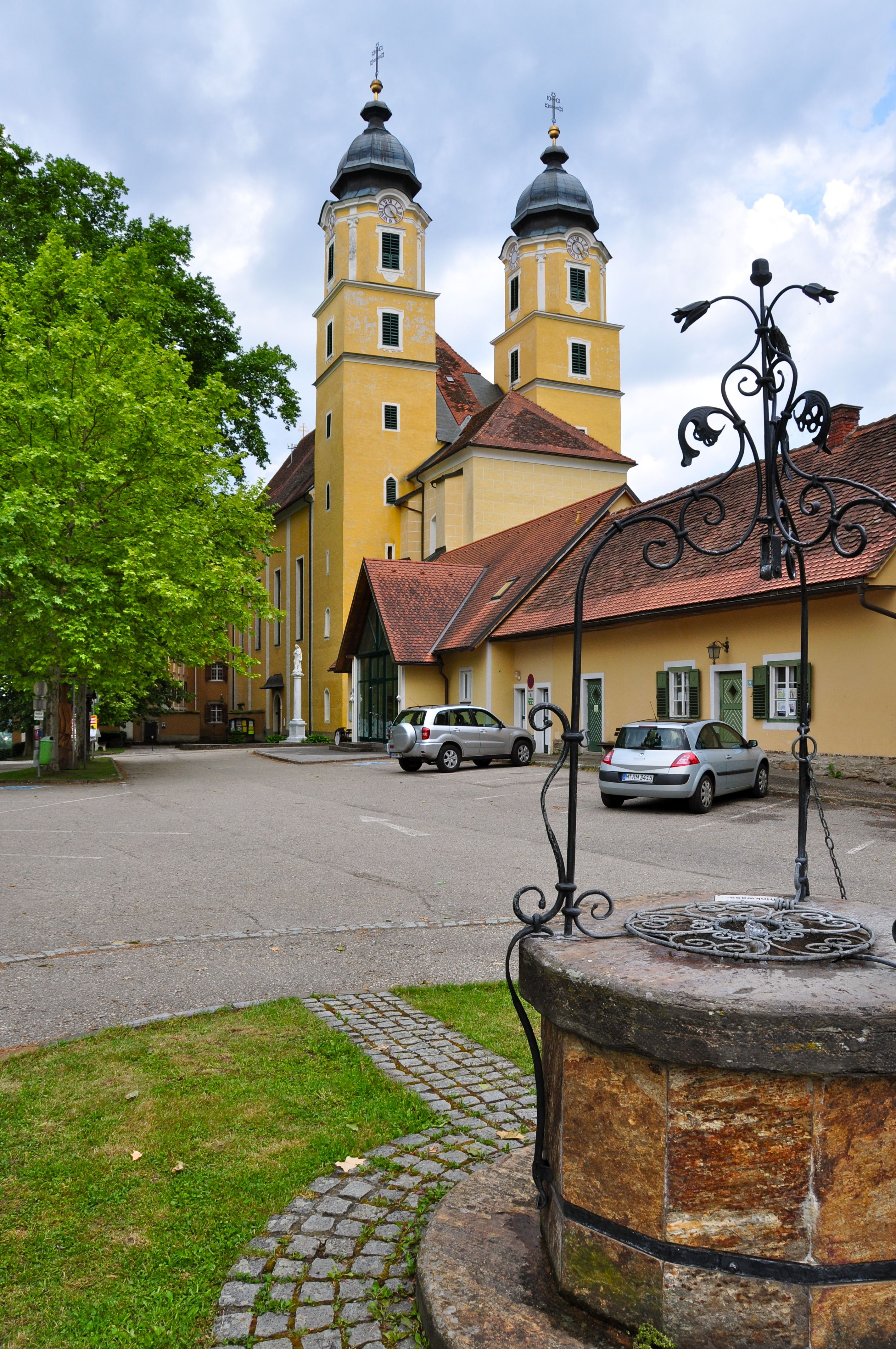
Ehemalige Stiftskirche

Die Pfarrkirche Hl. Katharina ist das Kirchengebäude der römisch-katholischen Pfarre in Stainz, einer Marktgemeinde im Bezirk Deutschlandsberg in der Steiermark in Österreich. Die Pfarre Stainz gehörte bis Ende August 2018 zum dann aufgelösten Dekanat Deutschlandsberg in der Diözese Graz-Seckau, seit Auflassung dieses Dekanates liegt sie im Seelsorgeraum Südweststeiermark. Die Kirche war die Stiftskirche des ehemaligen Augustinerchorherrenstiftes, das von 1229 bis 1785 bestand und heute das Schloss Stainz ist. Sie steht unter Denkmalschutz (Listeneintrag).

## Geschichte und Architektur

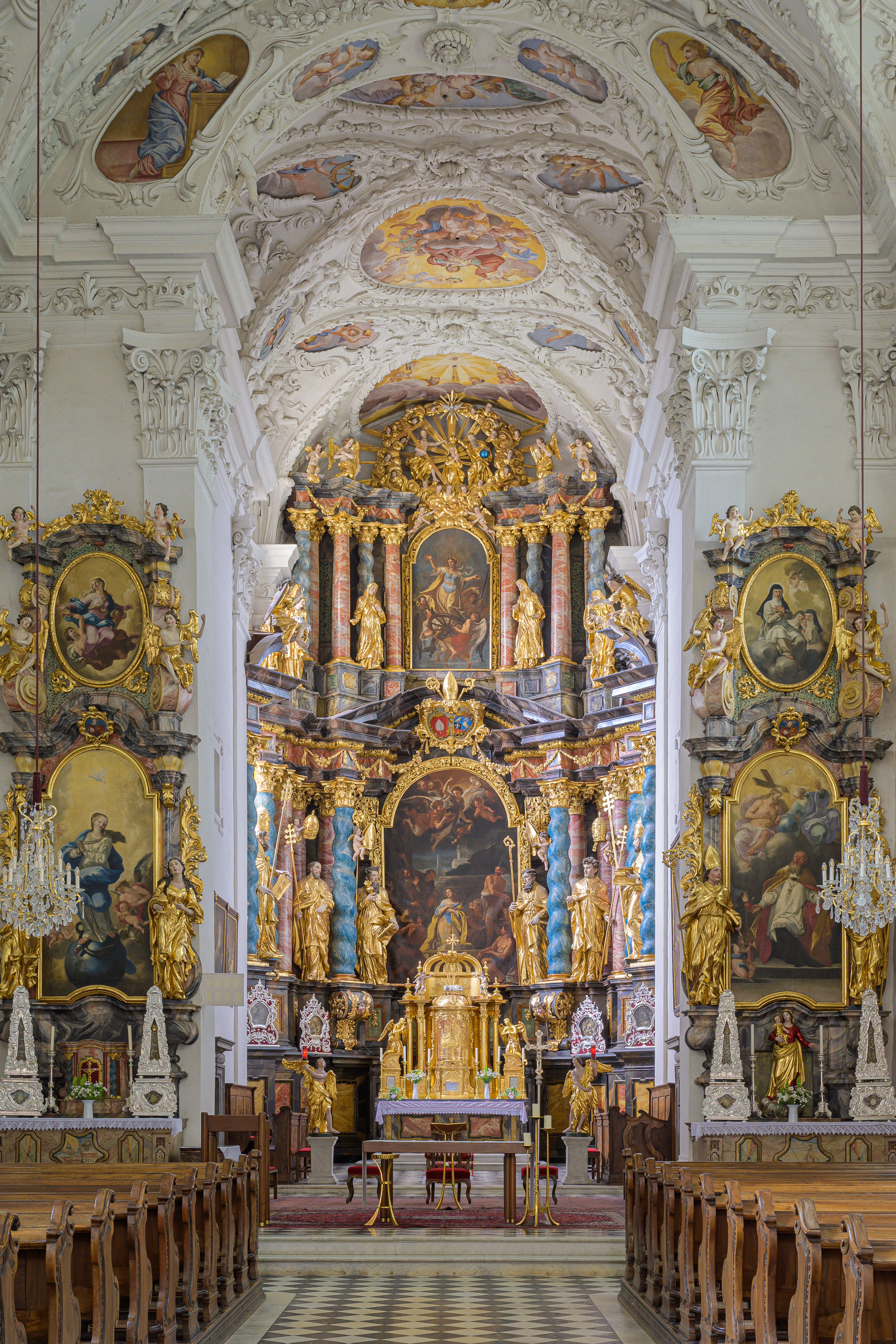
Choransicht mit Hochaltar

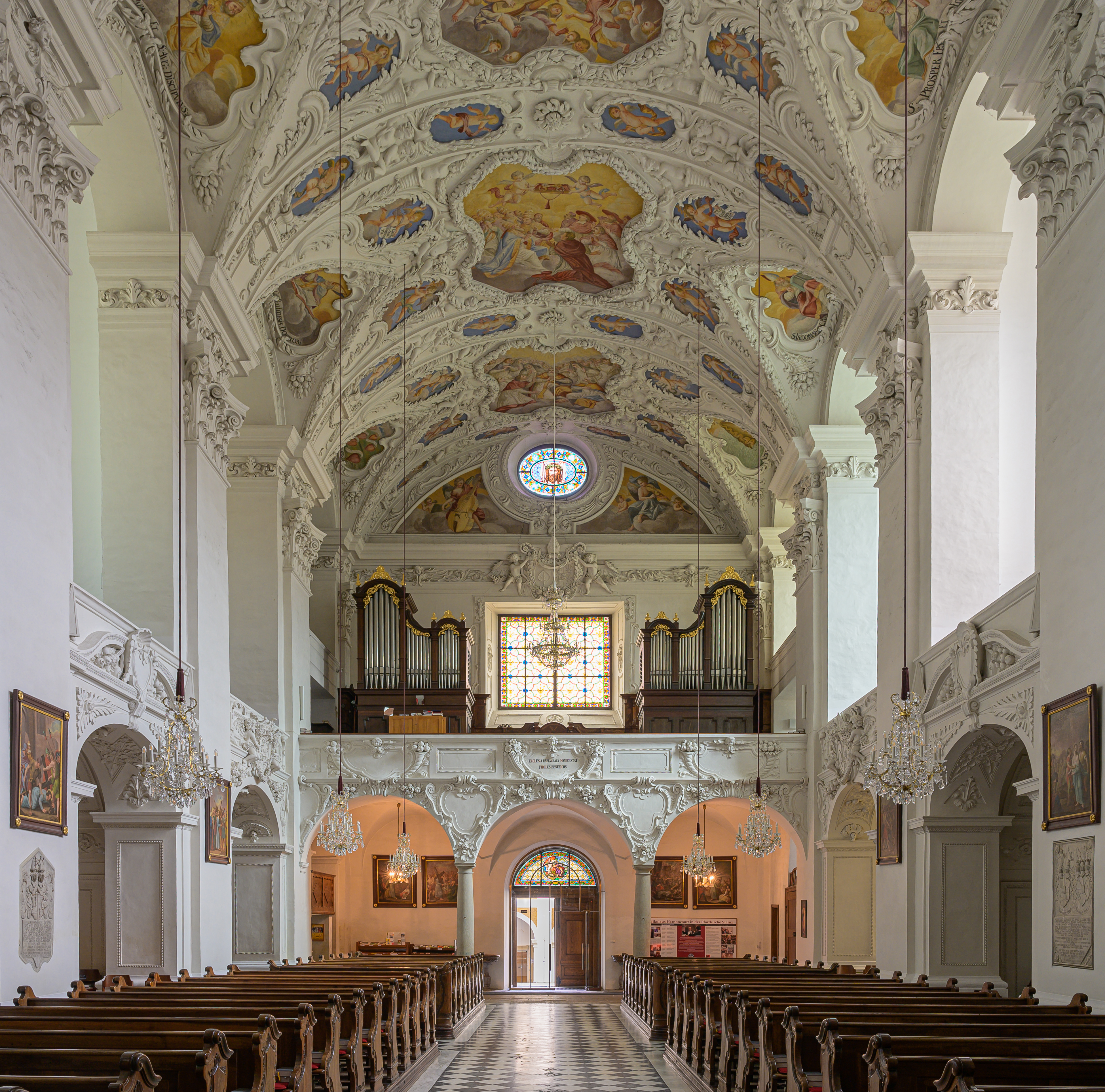
Blick zur Orgelempore

Leutold von Wildon ließ das Stift und die Kirche zwischen 1230 und 1250 erbauen. Der ursprünglich romanische Bau wurde ab 1600 barock umgestaltet. Unter der Leitung von Propst Jakob Rosolenz und seiner Nachfolger wurden bekannte Künstler und Baumeister, wie Carlo Formentini, Domenico Orsolino und Domenics Solari an den Bau gerufen.
Die barocke Wandpfeilerkirche ist seit 1785 die Pfarrkirche hl. Katharina, sie steht in der nordwestlichen Ecke des Stiftgeviertes. Unter Propst Rosolenz wurde ein Westchor errichtet und danach der Hochaltar dort aufgestellt. Der Haupteingang ist seitdem im kleinen Kirchhof. Das mächtige Langhaus ist durch hochrechteckige Fenster, die früher rundbogig waren, und gemalte Lisenen gegliedert. Es ist von einem Satteldach bedeckt. Die beiden Türme sind Überreste der Fassade der romanischen Kirche, sie wurden um 1740 um ein achteckiges Geschoß und die Glockenstube erhöht. Die Türme sind mit Turmuhren ausgestattet und von welschen Hauben bekrönt.
Die Kirche ist 54,00 Meter lang, 20,40 Meter breit und im Gewölbescheitel 17,50 Meter hoch. Das Gebäude ist über fünf Stufen durch ein Portal erschlossen. Das Langhaus zu sechs Jochen ist nach dem Wandpfeilersystem aufgebaut. Die fünf Seitenkapellen sind durch je fünf hochstrebende Wandpfeiler, bei denen die Pilaster vorgelagert sind, getrennt. Im ersten Joch ist die kreuzgratgewölbte Orgelempore eingebaut. Dazu gehören zwei Kapellen, in denen Treppen untergebracht sind. Die niedrigen Kapellen sind tonnengewölbt, das eingezogene Presbyterium mit Kreuzgratgewölbe befindet sich zwischen den beiden Türmen und ist zweijochig. Die Sakristei ist mit einem Stichkappentonnengewölbe ausgestattet. Unter dem Chor befindet sich eine um 1680 angelegte Gruft, in der 52 Mönche und zwei Stiftsanwälte mit ihren Frauen bestattet sind. Die erste Bestattung war 1688 die des Chorherren Georg Leitnerm. Die letzte Bestattung in der Kirche fand in der Altargruft 1978 für Graf Johann von Meran statt, der mit seiner ebenfalls dort beigesetzten Gattin Ingrid das Elternpaar des aktuellen Besitzers des Schlosses Stainz, Franz Meran, bildet. In der Gruft unter der Skapulierkapelle sind der Bischof Wenzel Wilhelm von Hofgarten und der Propst Johann de Angelis beigesetzt. Unter der Antoniuskapelle fand der Propst Siegfried von Jöchlingen seine letzte Ruhestätte.
Das Patronat für die Kirche, welches auch zur Mitsprache bei der Besetzung des Pfarrers berechtigte, bestand bis ca. 1975. Es wurde von der Familie Meran ausgeübt.

### Stuckaturen
Die Stuckaturen wurden im Wesentlichen während der Amtszeit der beiden Pröpste Bernhard Freiherr von Paumgarten (1683–1704) und Christoph Horatius Carmicelli (1704–1724) durchgeführt. Es wurden die Orgelbrüstung, die Seitenkapellen, die Ostwand, die Emporenbrüstungen die Decke des Langhauses und des Chores mit Stuckarbeiten verziert. Als erstes wurde 1681 das Doppelwappen des Propstes Siegfried von Jöchlingen über der Wand bei der Orgelbrüstung. Im östlichen Joch sind den Kapellen das Familien- und das Propstwappen des von Jöchlingen zu sehen. Diese Arbeiten stammen wahrscheinlich von Alexander Serenio. Die anderen Stuckarbeiten wurden wohl von heimischen Arbeitskräften ausgeführt und unterscheiden sich wesentlich in der Qualität. Die Stuckaturen im Bereich der Decke wurden in die Zeit nach 1690 datiert, die im Chor um 1700. Sie werden Domenico Boscho zugeschrieben.

### Deckenfresken
Die etwa 70 Spiegelflächen wurden um 1700 von Matthias Echter gemalt. Die Fresken im Mittelschiff zeigen und verherrlichen das Leben des hl. Augustinus und des Augustiner-Ordens. Zu sehen sind:
- Augustinus empfängt von Christus seine Lebensaufgabe. Zum Zeichen der Demut wäscht er seinem Meister die Füße.
- Augustus überreicht im Angesicht der hl. Dreifaltigkeit, der Prälaten und Chorherren seine Regeln (Vita communis), ein aufgeschlagenes Buch.
- Aufnahme der 2500 Märtyrer des Augustiner-Ordens in den Himmel. Engel mit Palmen und Kronen kommen ihnen entgegen.
- Jubilierende und musizierende Engel umfliegen als Symbol der Freuden des Himmels, für die Märtyrer das Heiligengeistloch.
- Versammlung der 54 Päpste und 1567 Kardinäle des Augustinerordens, über denen Engel mit den Insignien der kirchlichen Gewalt schweben.
- Der hl. Augustinus im Himmel, umgeben von Chorherren und Chorfrauen. Zwei Engel tragen die Schrift S Canonici Regular 1764.[10]

## Ausstattung

### Hochaltar

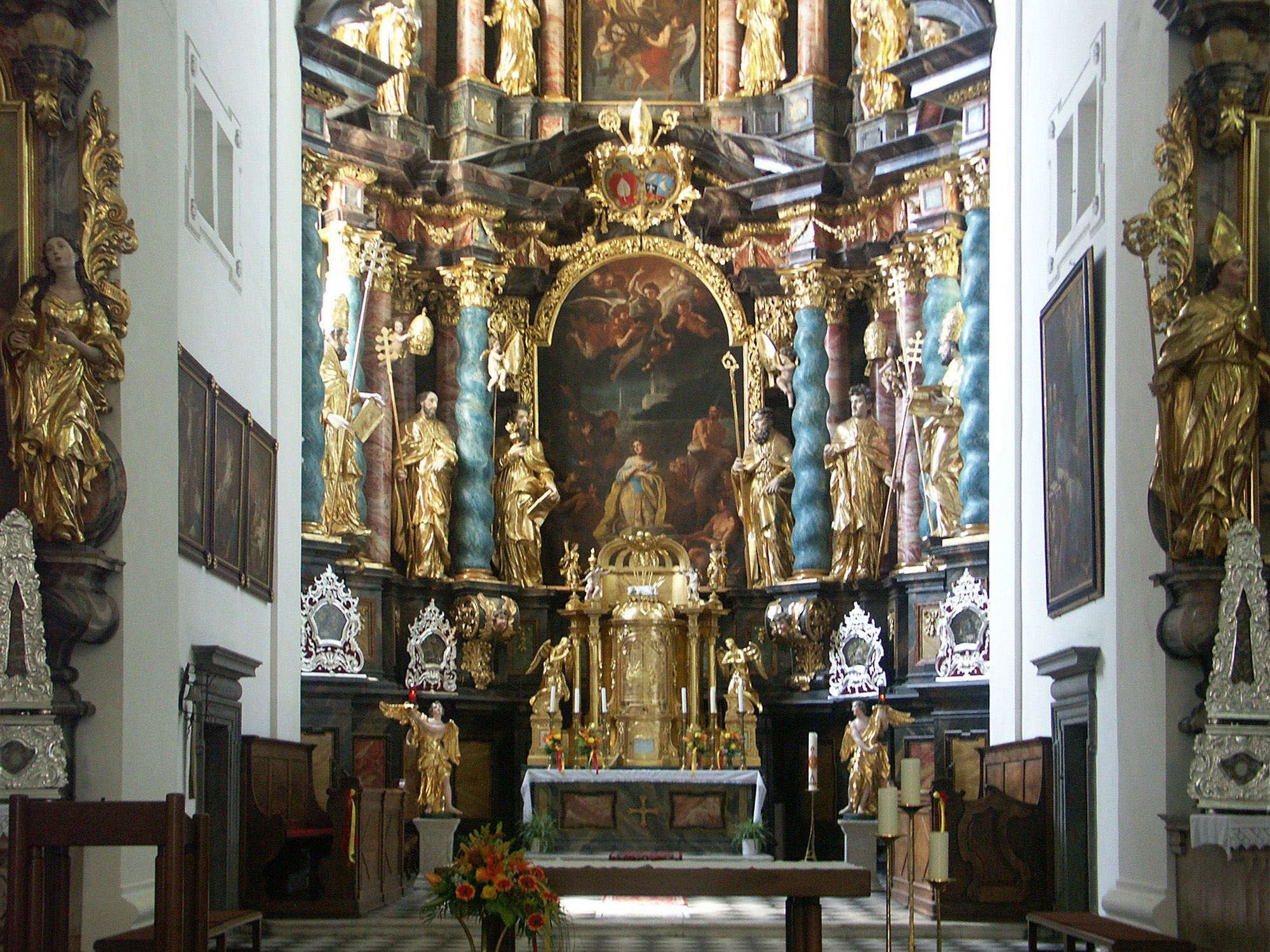
Hochaltar

Der barocke Hochaltar nimmt den gesamten Chorschluss ein. Er wurde 1689 von dem Tischlermeister Matthias Jägisch aus Stainz angefertigt und ist mit I. M. 1689 bezeichnet. Zu dieser Zeit amtierte Propst Baumgarten, dessen Wappen sich am Altar befindet. Die Altarweihe fand 1695 statt. Der Sockel ist grün und braun marmoriert, der 1805von Johann Gasser aus Graz geschaffene Tabernakel, steht darüber. Darüber erhebt sich der Ädikulaaltar. Das große Altarbild wird von drei roten, glatten Säulen und drei gedrehten blauen Säulen eingerahmt. Über dem Gebälk ist ein kleineres Obergeschoß mit einer Figurengruppe, die von Wolken und Engelsköpfen umrahmt ist angebracht. Die Figurengruppe stellt die Marienkrönung durch die hl. Dreifaltigkeit dar und leitet zu dem Deckenfresko mit dem Auge Gottes über. Die freistehenden Vollplastiken zwischen den Säulen sind dem Andreas Marx aus Eggenberg zugeschrieben. Es handelt sich um die Figuren: Sylvester I., Damasus I., Cölestin I., Leo I, hl. Augustinus mit den Attributen brennendes Herz und Buch, hl. Ambrosius mit dem Attribut Bienenkorb, Hl. Agnes mit dem Lamm, hl. Margarethe mit dem Kind und die Chorfrauen Ursula und Monika. Die beiden Altarbilder malte der Hofkünstler Hans Adam Weissenkircher. Das untere Bild zeigt das Martyrium der Katharina und das obere den Triumph der Katharina über den Tod.

### Seitenaltäre am Hochaltar
Die beiden Seitenaltäre stehen rechts und links an den Mauerpfeilern des Fronbogens. Sie sind mit 1720 datiert und tragen das Wappen von Propst Carminelli. Der rechte Altar ist dem hl. Augustinus geweiht, das Altarbild zeigt Augustinus sterbend, wie er die Dreifaltigkeit sieht. Die Statuen stellen Alipius und Possidonius dar. Auf dem ovalen Bild im Obergeschoß ist die hl. Klara von Monfalcone zu sehen.
Der linke Seitenaltar ist der Maria Immaculata gewidmet, das Altarbild zeigt Maria auf einer Erdkugel stehend. Sie hat ihren Fuß auf den Kopf einer Schlange gestellt. Das ovale Bild zeigt die Aufnahme Mariens in den Himmel. Das kleine Bild mit der Ansicht der Kirche wurde um 1720 gemalt.

### Sonstige Ausstattung

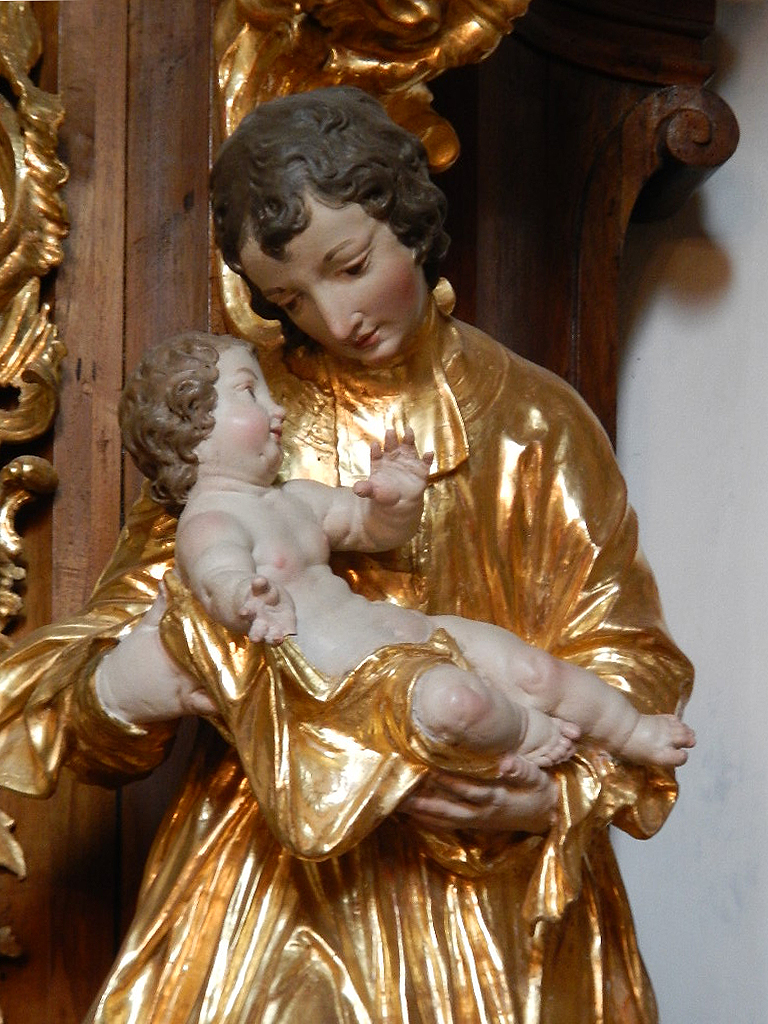
Statue des Hermann Joseph von Steinfeld

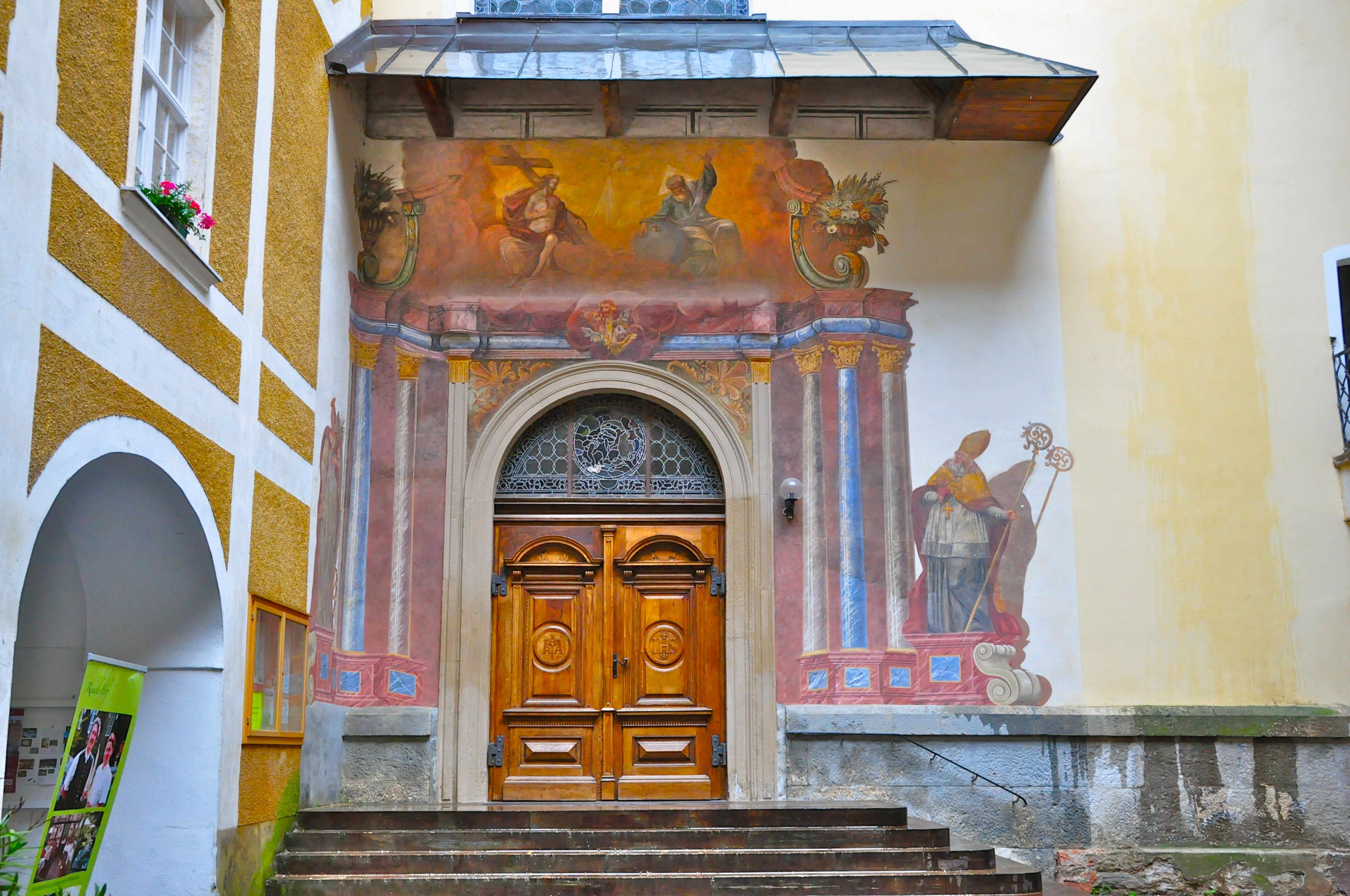
Portalansicht

- Der Kreuzaltar ist der bedeutendste der Nebenaltäre. Er wurde um 1770 bis 1780 von Veit Königer angefertigt. In der Mitte befindet sich auf schwarzem Tuch eine Kreuzigungsszene mit Christus am Kreuz, Maria, Maria Magdalena, Johannes und der gute Schächer. Gottvater thront darüber auf goldenen Wolken, er ist von einem barocken Strahlenkranz umgeben.[13]
- Der Vierzehnnothelferaltar war ursprünglich ein Urbanialtar, er wurde 1649 geweiht. Nach dem Abbruch im Jahre 1906 ist nur noch das Altarbild des Veit Huck erhalten.
- Der Johann-Nepomukalter stand früher in der Skapulierkapelle; Veit Königer baute ihn 1765. Auf dem Altarbild betrachtet Johann-Nepomuk das Kreuz, links und rechts stehen die Erzengel Raphael und Michael mit Schwert und Waage zum Zeichen der Gerechtigkeit. Das weinende Kind steht für Barmherzigkeit.
- Der Annaaltar ist eine Arbeit aus der Zeit um 1720 bis 1730. Auf dem Altarbild sind Joachim und Anna mit Maria zu sehen. Die Eltern führen ihre Tochter in den Erlösungsgedanken der Heiligen Schrift ein.
- Der Grabstein für Propst Simon Eberhard, der 1649 starb, ist aus weißem Marmor gehauen. Das Flachrelief zeigt den Verstorbenen mit Krummstab, Mantel, Inful und Ring.[14]
- Rechts neben der ehemaligen Barbarakapelle ist ein Gedenkstein aus der Zeit des Rosolenz angebracht, er stammt aus einer der Seitenkapellen. Seine Inschrift lautet: Diese Capeln haben zverichten lasen weilend Hansen Eders gewesener Bvurgers zv stannz see:hinderlasne Eheleibliche Khinder Gott der Allmechtigen zv Ehren vn: der ganzen Freundschaft zv immerwerender gedechtnvs 1625[15]
- Der Wappengrabstein aus Rotmarmor für Leutold von Wilden wurde um 1448 angefertigt. Er ist mit dem Seeblattwappen der Familie Leuthold verziert und trägt die Schrift: Anno Domini MCCXLIX ydvs Aprilis ist gestorben der edel herr lewto`d von wildon stifter des gothavs sand kathrein cze stencz hic begrab
- Zwei übergroße stuckierte Flachreliefs für Leutold von Wilden und seine Frau Agnes hängen an Wandpfeilern.
- Der Josefsaltar ist ein Barockaltar aus der Mitte des 18. Jahrhunderts. Auf dem Altarbild wird der Tod des hl. Josef dargestellt, die Szenerie wird von Jesus und Maria komplettiert. Das Bild wurde 1762 von Joan. Ant. Rannacher gemalt und ist entsprechend bezeichnet und signiert. Neben dem Altarbild stehen die Statuen des Vinzens von Paul und des Josef von Calasanz, sie wurden von Veit Königer geschaffen. Das obere Altarbild zeigt den Hl. Patrick.[16]
- An einem Wandpfeiler in der Nähe des Kreuzaltares hängt der Grabstein für Georg Christoph von Kempinski, der 1662 starb. Er war ein Sohn des Andreas Kempinski aus Polen und der Sophie, geb. Freiin von Fallenhaupt.
- Die Kanzel hängt an einem Wandpfeiler zwischen der Skapulier- und der Anna-Kapelle, sie wurde wohl um 1770, während der Amtszeit des Propstes Johann de Angelis, in der Werkstatt von Veit Königer gebaut. Am Korb sind die vier Evangelisten dargestellt, wie sie auf den Anfang ihrer Evangelien in aufgeschlagenen Büchern zeigen. Der Schalldeckel ist mit einer bewegten Gruppe bekrönt, der hl. Augustinus verjagt die Häretiker. Drei Gestalten entfliehen, sie symbolisieren die Irrlehrer Manes, Julianus, Fortunatus, Pelagius, Arius und Donatus.[17]
- Das barocke Gestühl ist noch original erhalten. An der Stirnseite ist das Wappen des Propstes Johann de Angelis angebracht, bezeichnet ist das Gestühl mit 1757.

Das Chorgestühl aus der Zeit um 1700 ist hochbarock gestaltet. Es besteht aus 19 Sitzen mit wertvollen Holzeinlegearbeiten. Es steht zurzeit auf der Orgelempore.
- In der Sakristei stehen drei Paramentenschränke, der größere ist mit 1720 bezeichnet und mit gedrehten Säulen verziert.

## Orgel
Die Barockorgel mit 24 Registern wurde 1880 entfernt und durch ein Instrument des Orgelbaumeisters Friedrich Werner aus Graz ersetzt. Es bestand aus zwei Gehäuseteilen, zwischen denen der Spieltisch frei stand und war als opus 54 ihres Erbauers bezeichnet. Diese Orgel hatte 19 klingende Register mit 1008 Pfeifen, zwei Manuale, Pedal und eine Manualkoppel. Sie wurde wegen Schäden am Holz, den Pfeifen und am Spieltisch im Jahr 1980 ersetzt und ist nicht erhalten. Die neue Orgel wurde von Gebrüder Krenn aus Graz gebaut und ist mit 2244 Pfeifen und 30 Registern eine der größten Orgeln in der Steiermark.

## Glocken
Von den früheren Glocken ist nur die 2,5 Tonnen schwere Glocke mit dem Namen „Kathl“ erhalten. Sie wurde 1669 von Adam Roßtauscher gegossen und hängt im Nordturm. Die Augustini-, die Josefi- und die Marienglocke wurden 1953 in St. Florian gegossen. Das Geläute erklingt in den Tönen h0, d1, e1 und g1 und ist somit eines der Größten in der Weststeiermark. Eine Uhrschelle, welche zu den Viertelstunden geschlagen wird, wurde 1590 von Marx Wening im Ton h1 gegossen. Die um 1985 eingebauten Glockenstühle aus Metall bewährten sich nicht, weil sie zu starke Schwingungen in das Mauerwerk übertrugen, was auf längere Sicht die Mauern zu stark belastet hätte. Im April und Mai 2021 wurden diese Glockenstühle durch solche aus Eichenholz ersetzt und dabei die Glocken auch etwas höher aufgehängt, um den Schall besser durch die Fenster nach außen dringen zu lassen. Auch der Klöppel der „Kathl“ sowie die Joche der Glocken wurden ausgetauscht und erneuert. Die feierliche Segnung fand am 8. Juli 2021 statt.